# Relaciones Ecuador-México
La República del Ecuador y los Estados Unidos Mexicanos establecieron relaciones en el ámbito diplomático, económico, comercial, político, cultural, migratorio entre otros, desde el 21 de junio de 1838 con la firma del primer «Tratado de Paz, Amistad, Comercio y Navegación», suscrito entre el gobierno del presidente ecuatoriano Vicente Rocafuerte (1834-1839) y el gobierno del presidente mexicano Anastasio Bustamante (1837-1839).
México rompió relaciones con Ecuador en abril de 2024, después de la invasión de su embajada en Quito por fuerzas de seguridad ecuatorianas. Desde junio de 2024, Suiza actúa como poder protector que representa los intereses de Ecuador en México y viceversa.
Ambas naciones son miembros de la Asociación Latinoamericana de Integración, Comunidad de Estados Latinoamericanos y Caribeños, Naciones Unidas y la Organización de los Estados Americanos. 

## Historia

### SigloXIX
Ecuador y México son dos naciones que comparten una historia en común al ser ambas una vez parte del Imperio Español. En 1819, Ecuador formó parte de la Gran Colombia (que incluía Colombia, Ecuador, Panamá y Venezuela). Después de su ruptura, México reconoció a Ecuador en junio de 1830.

#### Establecimiento oficial de relaciones diplomáticas (1838)
Sin embargo la historia de las negociaciones para el establecimiento de las relaciones diplomáticas entre ambos países comienzan recién a partir de 1836 cuando durante ese año el entonces presidente del Ecuador Vicente Rocafuerte (1783-1847), propone al presidente de México José Justo Corro (1794-1864) la suscripción de un tratado internacional entre ambas naciones, enviando una carta dirigida al diplomático mexicano Juan de Dios Cañedo (1786-1850), quien durante esa época ocupaba el alto cargo de secretario de estado de las relaciones interiores y exteriores de la República Mexicana (actualmente denominado como canciller), diciéndole lo siguiente:

«Ha llegado el momento de que hagamos un tratado de amistad, comercio y navegación por el cual nuestros países puedan sacar mutuas y grandes ventajas de su recíproco
tráfico...Como soy mexicano de corazón me intereso mucho en establecer las más íntimas relaciones entre México y el Ecuador.»
Vicente Rocafuerte, Presidente del Ecuador (Quito, 26 de mayo de 1836).

Una vez obtenido el beneplácito del gobierno mexicano, el gobierno ecuatoriano de Rocafuerte designó al militar español Manuel Antonio Luzárraga (1796-1859) como el primer encargado de negocios del Ecuador en México. Cabe recordar que si bien Luzárraga tenía nacionalidad española sin embargo éste era un empresario que ya había vivido durante muchos años en la ciudad de Quito siendo también a la vez el propietario de un flota de pequeños barcos que realizaban la exportación de los productos agrícolas ecuatorianos hacia México así como también la importación de mercancías desde dicho país hacia el Ecuador.
A pesar de que el presidente ecuatoriano Rocafuerte era muy conocido en México por sus férreas y duras críticas hacia los diferentes políticos mexicanos de la época, de todos modos el nuevo presidente de México Anastasio Bustamante (1780-1853) decidió recibir con mucha cortesia al primer diplomático ecuatoriano en tierras mexicanas. A su vez el presidente mexicano ordenó también la conformación de un grupo de diplomáticos, liderados por José María Ortiz Monasterio (1807-1869), para que inmediatamente se trasladen hasta el Ecuador con la intención de abrir el primer consulado mexicano en la ciudad de Guayaquil, que finalmente se abrió poco tiempo después en 1838.
Una vez ya establecidas las respectivas legaciones diplomáticas en ambos países, Ecuador y México procedieron a firmar el «Tratado de Paz, Amistad, Comercio y Navegación» el 21 de junio de 1838 en la Ciudad de México, quedando de esta manera establecidas oficialmente las relaciones bilaterales y diplomáticas de ambas naciones desde aquella fecha.

### SigloXX
En 1941, el presidente ecuatoriano Carlos Arroyo del Río realizó una visita a México y se reunió con el presidente Manuel Ávila Camacho. Sin embargo, no fue hasta la década de 1970 que las relaciones entre las dos naciones comenzaron a desarrollarse significativamente. En 1974, el presidente mexicano, Luis Echeverría Álvarez, realizó una visita de estado al Ecuador y se reunió con el presidente Guillermo Rodríguez Lara. Los dos líderes firmaron varios acuerdos de cooperación económica, científica y cultural. Desde entonces, ha habido numerosas visitas de alto nivel entre los líderes de ambas naciones al país de cada uno.

### SigloXXI
En diciembre de 2018, el presidente ecuatoriano Lenín Moreno llegó a México para asistir a la investidura del presidente mexicano Andrés Manuel López Obrador. En agosto de 2021, el presidente ecuatoriano Guillermo Lasso hizo una visita oficial a México y se reunió con el presidente López Obrador y con el canciller Marcelo Ebrard.

#### Crisis diplomática de 2024
En diciembre de 2023, el exvicepresidente ecuatoriano Jorge Glas entró en la embajada de México en Quito y solicitó asilo. Glas se había desempeñado como vicepresidente de los presidentes Rafael Correa y Lenín Moreno y está acusado de corrupción. El Gobierno mexicano no concedió asilo a Glas y el Gobierno ecuatoriano ha declarado que no concederán a Glas un salvoconducto fuera del país.
El 3 de abril de 2024, el presidente mexicano López Obrador aludió en una conferencia de prensa a que la excandidata presidencial del correísmo, Luisa González, llevaba ventaja en las elecciones presidenciales de Ecuador de 2023 pero que tras el asesinato de Fernando Villavicencio había sido ligada injustamente al asesinato de Villavicencio y su puntuación había caído. Como respuesta, el Gobierno ecuatoriano expulsó a la embajadora de México en Ecuador. El viernes 5 de abril, agentes de policía ecuatorianos irrumpieron por la fuerza en la embajada de México en Quito, derribaron al encargado de negocios de México, Roberto Canseco, y detuvieron a Jorge Glas en el interior de la embajada.
Horas después de los hechos en la embajada mexicana en Ecuador, el gobierno anunció la terminación inmediata de las relaciones con el país.
México anunció que acudirá a la Corte Internacional de Justicia luego del asalto policial a la embajada para la captura del exvicepresidente ecuatoriano Jorge Glas.
Asimismo, el 29 de marzo de 2024, Ecuador anunció que demandó a México ante la Corte Internacional de Justicia (CIJ) de La Haya por otorgar asilo a Jorge Glas.
Implantación de aranceles en 2025
Continuando con el distanciamiento oficial entre ambos Estados, el 3 de febrero de 2025, dos días después de que el presidente Donald Trump de Estados Unidos amenazase con establecer aranceles del 25% a los productos mexicanos, el presidente Daniel Noboa a través de su cuenta de Twitter que Ecuador impondría aranceles del 27% contra México.La respuesta del gobierno mexicano de Claudia Sheinbaum bordó la indiferencia, llegando a plantear con ironía que "los camarones de Sinaloa son más ricos que los de Ecuador".

## Visitas de alto nivel

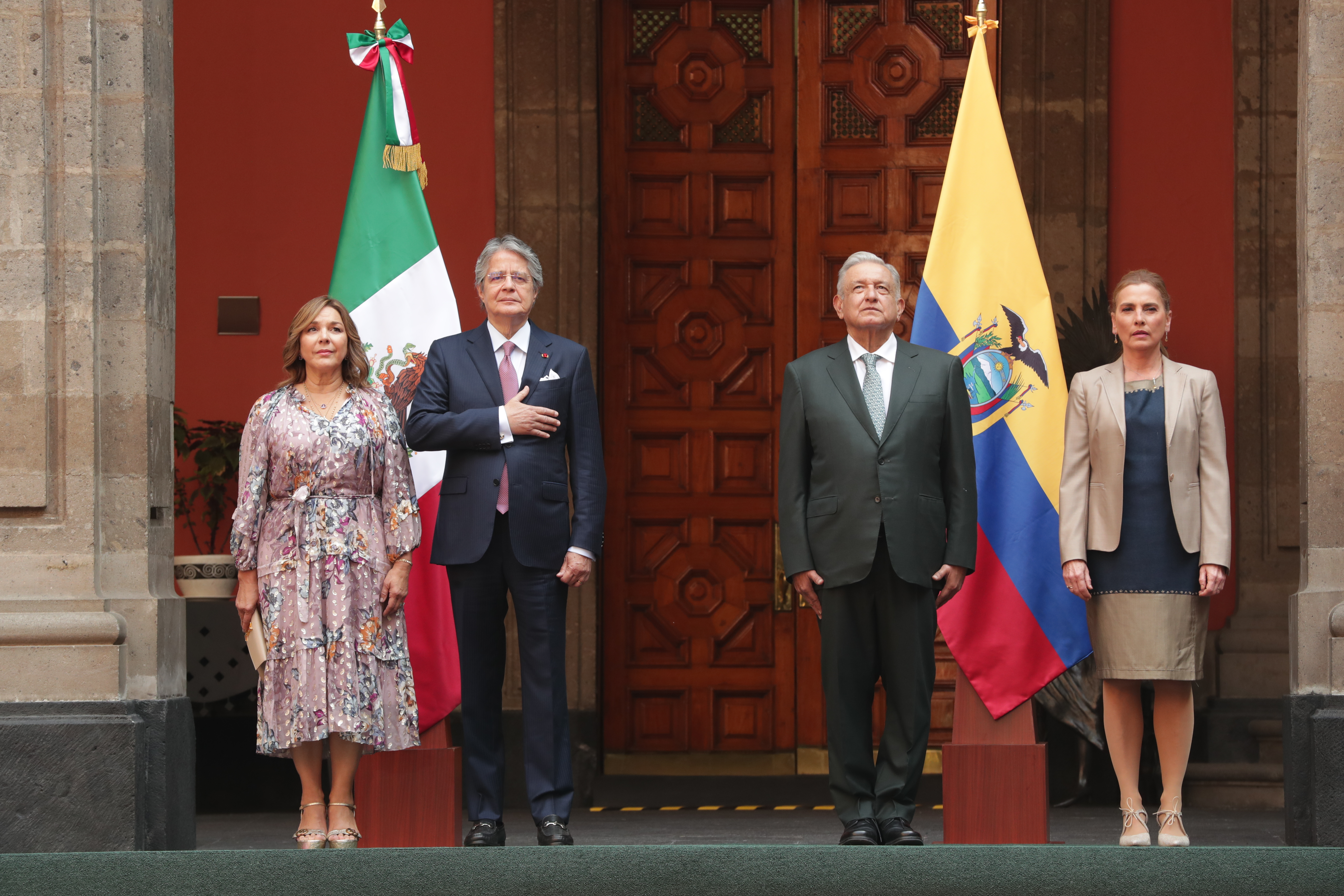
El presidente ecuatoriano Guillermo Lasso junto al presidente mexicano Andrés Manuel López Obrador en la Ciudad de México; noviembre de 2022.

Visitas presidenciales del Ecuador a México
- Presidente Carlos Arroyo del Río (1941)
- Presidente Galo Plaza Lasso (1951)
- Presidente Jaime Roldós Aguilera (1980)
- Presidente León Febres-Cordero Ribadeneyra (1985)
- Presidente Rodrigo Borja Cevallos (1991)
- Presidente Sixto Durán-Ballén (1993)
- Presidente Jamil Mahuad (1999)
- Presidente Lucio Gutiérrez (2004)
- Presidente Alfredo Palacio (2006)
- Presidente Rafael Correa (2008, 2010, 2014)
- Presidente Lenín Moreno (2018)
- Presidente Guillermo Lasso (agosto y septiembre de 2021, 2022)

Visitas presidenciales de México al Ecuador
- Presidente Luis Echeverría Álvarez (1974)
- Presidente Carlos Salinas de Gortari (1990)
- Presidente Vicente Fox (2004)
- Presidente Enrique Peña Nieto (2014, 2016)

## Acuerdos bilaterales

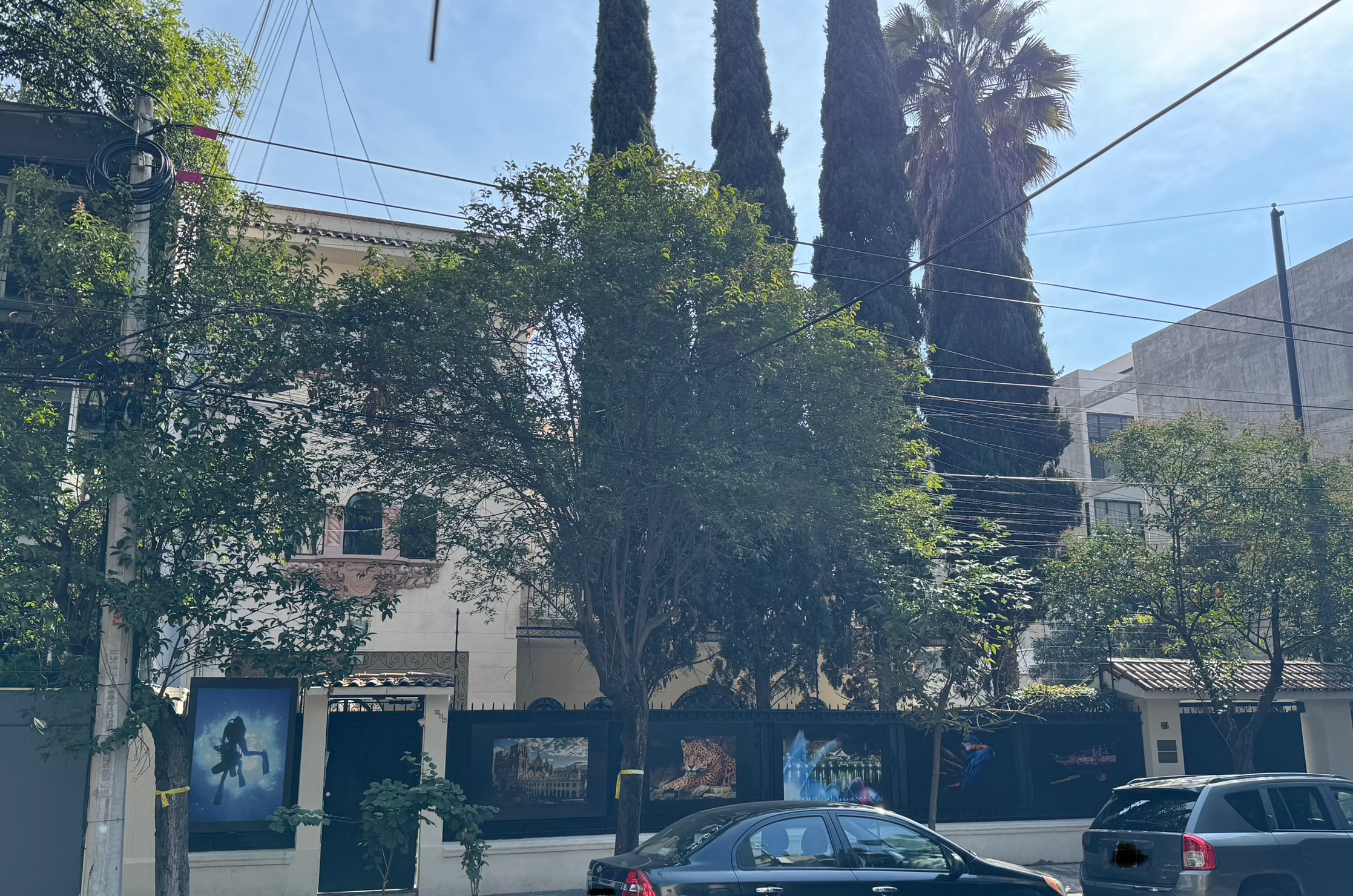
Antigua Embajada del Ecuador en la Ciudad de México

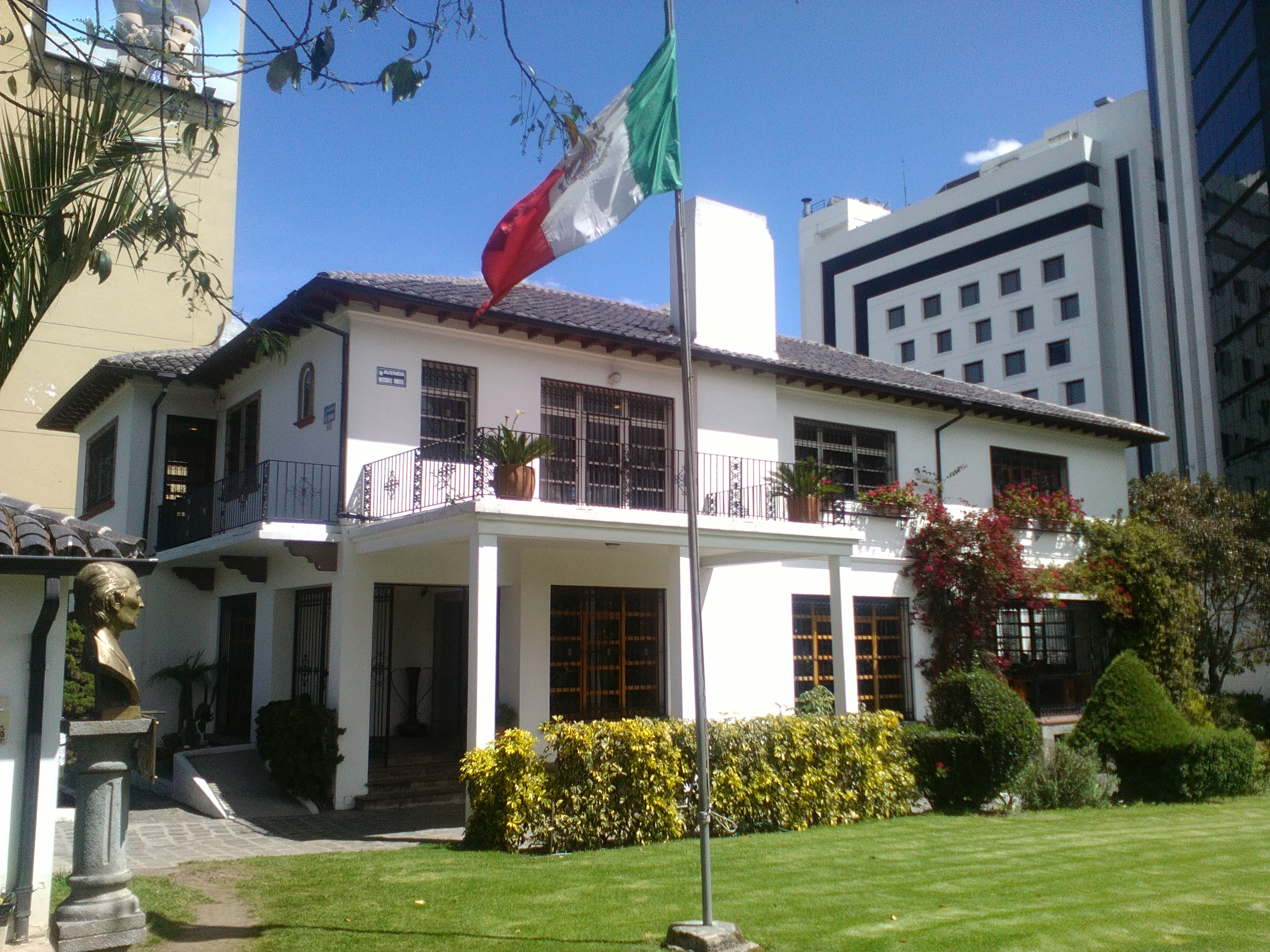
Antigua Embajada de México en Quito

Ambas naciones han firmado varios acuerdos bilaterales, como un Tratado de Amistad, Comercio y Navegación (1888); Acuerdo de intercambio cultural (1974); Acuerdo de cooperación para combatir el narcotráfico y la farmacodependencia (1990); Acuerdo sobre la cooperación científica y técnica (1992); Acuerdo de cooperación Turística (1992); Acuerdo para evitar la doble imposición y prevenir la evasión fiscal sobre los ingresos sujetos a impuestos (1992); Acuerdo sobre transporte aéreo (1995); Acuerdo sobre asistencia jurídica en materia penal (2004); Tratado de Extradición (2006) y un Acuerdo de Reconocimiento Mutuo de Estudios de Educación Superior emitidos por ambas naciones (2008).

## Relaciones comerciales
En los últimos años, ambas naciones han estado tratando de aumentar el comercio bilateral. En 2023, el comercio bilateral entre las dos naciones ascendió a $878 millones de dólares. Las exportaciones ecuatorianas a México incluyen: cacao en grano, aceite de palma, minerales de cobre y sus concentrados, partes de motores eléctricos y medicamentos. Las exportaciones mexicanas a Ecuador incluyen: medicamentos, monitores y proyectores, automóviles y vehículos, tubos y tuberías, y productos alimenticios.
Las empresas multinacionales mexicanas como América Móvil, Cemex, FEMSA, Grupo Bimbo, Mabe, Orbia y OXXO (entre otros) operan en Ecuador.